# Dedek Egyed Ferenc
Dedek Egyed Ferenc (Budapest, 1895. február 9. – Budapest, Kőbánya, 1967. november 23.) magyar repülőgép építő asztalos.

## Életpálya
Dedek Ferenc és Kollner Augusztina fiaként született. Az 1900-as évek elején Hefty Frigyes pilótával több planeurt (siklógépet) épített, amelyekkel 1907-ben a Sashegyről végeztek repülőkísérleteket. Az első világháború alatt a haditengerészeti repülőknél szolgált a Kotori-öbölben lévő vízirepülőgép-támaszponton. A háborút követően az Aero-Expressnél asztalosból könnyűfém szakmunkássá képezte magát. 1927. április 23-án házasságot kötött a nála két évvel fiatalabb Bicskei Rozáliával, Bicskei Zsigmond és Valóczki Mária lányával. A második világháborút követően a Magyar Légiforgalmi Vállalat alkalmazásában dolgozott. 72 éves korában hunyt el, halálát agylágyulás okozta.